# MapInfo Professional
MapInfo Professional是由MapInfo公司出品的一款桌面地图制图系统。MapInfo Professional可以在一张地图上合并和显示不同格式和投影的地图数据。

## 其他gis軟體
- ArcGIS - 美國環境系統研究所公司所開發一系列的GIS軟體。
- Quantum GIS - 一種免費的GIS軟體，屬於自由軟體。
- GvSIG - 一種免費的GIS軟體，屬於自由軟體。
- SuperGIS - 台灣崧旭資訊股份有限公司所開發的GIS軟體產品套件的總稱。

其他的可歸類為GIS軟體的項目為數眾多，請見"GIS軟體列表"